# Камйонна (Малопольське воєводство)
Камйонна (пол. Kamionna, нім. Steindorf) — село в Польщі, у гміні Тшцяна Бохенського повіту Малопольського воєводства.
Населення — 815 осіб (2011).
У 1975-1998 роках село належало до Тарновського воєводства.

## Демографія
Демографічна структура станом на 31 березня 2011 року:
|          | Загалом | Допрацездатний вік | Працездатний вік | Постпрацездатний вік |
| -------- | ------- | ------------------ | ---------------- | -------------------- |
| Чоловіки | 399     | 103                | 259              | 37                   |
| Жінки    | 416     | 102                | 239              | 75                   |
| Разом    | 815     | 205                | 498              | 112                  |